# حسین نمازی (کارگردان)
حسین نمازی (زاده ۸ اسفند ۱۳۶۰ تویسرکان) کارگردان و فیلم‌نامه‌نویس ایرانی است.

## فعالیت‌ها
- کارشناس ارشد تولید انجمن سینمای جوانان ایران در چند دوره.
- مدرس فیلمنامه‌نویسی و کارگردانی.
- عضو هیئت انتخاب و داوری چندین جشنواره فیلم کوتاه.

## جوایز
- برنده جایزه فیلم‌نامه از جشنواره بین‌المللی فیلم مونترآل در سال ۲۰۱۷ برای فیلم سینمایی  آپاندیس
- برنده جایزه بهترین فیلم از نگاه انجمن اخلاق پزشکی برای فیلم سینمایی  آپاندیس از جشنواره فیلم سلامت
- برنده جایزه ویژه هیئت داوران پنجاه و هشتمین جشنواره فیلم آسیا پاسیفیک برای خلاقیت و نوآوری در کارگردانی فیلم سینمایی آپاندیس (۱۳۹۷)
- برنده جایزه بهترین فیلم‌نامه از جشنواره بین المللی فیلم "ایمجین ایندیانا" در اسپانیا برای فیلم آپاندیس (۲۰۱۹)

## فیلم‌شناسی
| سال  | نام اثر       | کارگردان | فیلمنامه‌نویس | توضیحات               |
| ---- | ------------- | -------- | ------------ | --------------------- |
| ۱۳۹۴ | نیمه‌شب        | آری      | آری          | فیلم کوتاه            |
| ۱۳۹۶ | آپاندیس       | آری      | آری          | فیلم سینمایی          |
| ۱۳۹۷ | حوالی پائیز   | آری      | آری          | سریال تلویزیونی       |
| ۱۳۹۹ | طبقه یک و نیم |          | آری          | فیلم سینمایی          |
| ۱۴۰۰ | شادروان       | آری      | آری          | فیلم سینمایی          |
| ۱۴۰۱ | سیاه‌چاله      | آری      |              | سریال شبکه نمایش‌خانگی |
| ۱۴۰۲ | شه‌سوار        | آری      | آری          | فیلم سینمایی          |